# All meine Farben
All meine Farben ist das neunte Studioalbum des österreichischen Rappers Dame. Es erschien am 9. September 2022 über das Label Damestream Records.

## Hintergrund
Dame wollte nach der COVID-19-Pandemie ein Album schaffen, das sich vor allem durch seine Vielfältigkeit auszeichnet. Dementsprechend arrangierte er die Lieder mit verschiedenen Klangfarben, so dass sich die Songs ganz unterschiedlich anhören. vertreten sind schnelle Raps mit Breakbeats, Popballaden, Up-tempo-Songs und Contemporary R&B, dazu spielte er selbst Gitarre und Schlagzeug ein. Als das Grundgerüst für die Lieder stand, nahm er diese zusammen mit Johannes Herbst als Produzenten auf. Im Vergleich zu den Vorgängeralben findet sich auf dem Album auch vermehrt Gesang und weniger Rap. Dies führte dazu, dass er die Songs deutlicher auf den Punkt gebracht werden mussten, da Poptexte weniger Worte brauchen.
Textlich stehen im Mittelpunkt zwischenmenschliche Beziehungen, ebenfalls in unterschiedlicher Färbung. Diese sind vor allem persönlich gehalten. Sie sind geprägt von der Stimmung der Pandemie, in der Dame viel Zeit zum Nachdenken hatte. Auch eine Trennung hatte Auswirkungen auf den Songwriting-Prozess. Im Song Antarktis gehe es beispielsweise darum, wie Menschen Fassaden aufbauen, um ihre Verletzlichkeit zu überspielen. Auf Leg dich zur Ruh thematisiert er den Tod seines Großvaters, dessen Sterbeprozess er begleitete.
Das Album erschien am 9. September 2022 über Dames eigenes Label Damestream Records. Neben einer digitalen Version wurde auch eine CD und ein Boxset veröffentlicht. Das Boxset enthielt eine Snapback, eine Kühltasche, die CD, eine Autogrammkarte, ein Luftfächer sowie ein T-Shirt. Im Herbst 2022 folgte eine Tour durch den D-A-CH-Raum.

## Titelliste
1. Fehlerhaft – 3:00
2. Antarktis – 3:26
3. Breeze (feat. Onk Lou) – 2:33
4. All deine Farben – 3:02
5. Identitätskrise – 2:56
6. Niemals perfekt – 3:07
7. Ohne Kontrolle – 3:11
8. Tiere im Bauch – 3:33
9. Steine im Magen – 3:37
10. Am Gleis – 3:16
11. Lebensgefährten – 3:19
12. Leg dich zur Ruh – 2:49
13. Deine Tränen – 2:53
14. Wäscheleine – 2:48
15. Paradiesvogel – 2:51
16. Kämpferin – 3:22
17. Alles was ich habe – 3:42

## Musikvideos
Insgesamt erschienen fünf Musikvideos zu dem Album:  Breeze (feat. Onk Lou), Leg dich zur Ruh, Fehlerhaft, Wäscheleine und Steine im Magen.

## Rezeption

### Kritiken
Dani Fromm von laut.de vergab einen von fünf Sternen und verriss das Album in aller Deutlichkeit. So schrieb sie: „Immerhin passt der schon auf der Verpackung demonstrierte Mangel an Einfallsreichtum zum Inhalt. Ölzeug angelegt? Macht das besser: All Meine Farben entpuppt sich als Pathos-überfrachteter Phrasentsunami allererster Güte, der einen am Ende halb erschrocken, halb ratlos, aber durch und durch angewidert dastehen lässt.“

### Charts und Chartplatzierungen
Das Album erreichte sowohl in Deutschland und Österreich Platz 6 und blieb nur insgesamt zwei Wochen in den Albumcharts.
| ChartsChartplatzierungen | Höchstplatzierung | Wochen |
| ------------------------ | ----------------- | ------ |
| Deutschland (GfK)        | 6 (2 Wo.)         | 2      |
| Österreich (Ö3)          | 6 (2 Wo.)         | 2      |